# 2-C-méthyl-D-érythritol-2,4-cyclodiphosphate synthase
 (septembre 2024).
Si vous disposez d'ouvrages ou d'articles de référence ou si vous connaissez des sites web de qualité traitant du thème abordé ici, merci de compléter l'article en donnant les références utiles à sa vérifiabilité et en les liant à la section « Notes et références ».
La 2-C-méthyl-D-érythritol-2,4-cyclodiphosphate synthase est une lyase qui catalyse la conversion du 4-diphosphocytidyl-2-C-méthyl-D-érythritol-2-phosphate (CDP-MEP) en 2-C-méthyl-D-érythritol-2,4-cyclopyrophosphate (MEcPP) :
|         | {\displaystyle \rightleftharpoons } CMP + |       |
| CDP-MEP |                                           | MEcPP |

L'ion manganèse Mn2+ ou magnésium Mg2+ intervient comme cofacteur dans cette réaction.
Cette enzyme intervient à la cinquième étape de la voie du méthylérythritol phosphate, qui est une voie métabolique de biosynthèse de l'isopentényl-pyrophosphate (IPP) et du diméthylallyl-pyrophosphate (DMAPP) alternative à la voie du mévalonate chez les plantes, certains protozoaires et la plupart des bactéries, l'IPP et le DMAPP étant des métabolites qui conduisent notamment à la synthèse des terpénoïdes.